# Sichilda
Sichilda také Sichildis, Sichilde či Sigihild (590? – 28. září 629 Clichy) byla merovejská královna Franků, třetí manželka Chlothara II.

## Životopis
Původ Sichildy není známý. Již v době vrcholného středověku františkán a historik Jacques de Guyse předpokládal, že pocházela z rodu salských franských hrabat z Arden, jejichž předkem byl Clodion. Tato domněnka však byla vyvrácena moderním výzkumem historických pramenů.
Sichilda se narodila kolem roku 590 a měla nejméně dva sourozence, Gomatrudu a Brodulfa. V 15 letech se stala jednou z konkubín franského krále Chlothara II. Kolem roku 614 porodila Chlotharovi II. syna Chariberta II. a po smrti Chlotharovy druhé manželky Bertrudy se roku 618 stala jeho třetí manželkou a franskou královnou.
V následujících letech měla velký vliv na královskou politiku. Chlothara samotného přesvědčila, aby si jeho nejstarší syn a pozdější nástupce Dagobert I. vzal za manželku její sestru Gomatrudu. V roce 626 ji Chlothar obvinil z cizoložství s mladým šlechticem jménem Boson. Zda se cizoložství skutečně dopustila či se stala obětí kampaně politických oponentů, není známo. Chlothar II. následně vyslal Arneberta, jednoho z nejbližších důvěrníku, který mladého šlechtice Bosona zavraždil.
Sichilda zemřela 28. září 629 pravděpodobně v královském palatinátu v Clichách, pohřbená byla v opatství opatství Saint-Germain-des-Prés. Zda zemřela přirozenou smrtí nebo byla zavražděna na příkaz svého královského manžela Chlothara, není na základě neúplných zdrojů zřejmé.

## Protichůdné prameny
Dva nejobsáhlejší zdroje, které se věnují dějinám Franské říše v období 7. století, poskytují protichůdné informace o tom, kdo byl matkou Chariberta II., krále Akvitánie. Fredegarova kronika uvádí, že Charibert pocházel z druhého sňatku Chlothara s Bertrudou. Oproti tomu Liber Historiae Francorum v sekci Gesta Dagoberti jako Charibertovu matku uvádí Sichildu. Vzhledem k tomu, že se Dagobert I. ihned po smrti svého otce zřekl své manželky Gomatrudy, sestry své nevlastní matky Sichildy, nechal zavraždit i jejího bratra Brodulfa, který vehementně hájil nároky Chariberta II. na franský trůn, pak je pravděpodobné, že Charibert byl skutečně biologickým synem Sichildy.